# UTC+0
O fuso horário UTC±00:00, simplesmente chamado Fuso UTC, de Greenwich Mean Time (GMT) e de Western European Time (WET), é o fuso horário feito a partir do Meridiano de Greenwich (Londres, longitude ao meio: 00º 00' 00" L), que serve de referência para o Tempo Universal Coordenado (UTC), a partir do qual são calculados todos os demais fusos horários do planeta.
UTC+0 é a base do tempo civil atualmente, um padrão 24 horas mantido usando-se relógios atômicos de alta precisão combinados com a rotação da Terra.

## Países vigentes
O fuso UTC±00:00 é utilizado pelos seguintes países e territórios:
- Burquina Fasso
- Costa do Marfim
- Espanha:
  - Ilhas Canárias
- Gâmbia
- Gana
- Gronelândia:
  - Danmarkshavn e região
- Guiné
- Guiné-Bissau
- Noruega:
  -  Ilha Bouvet
- Dinamarca:
  -  Ilhas Feroé
- Islândia
- Irlanda*
- Libéria
- Mali
- Mauritânia
- Portugal* (Portugal Continental)
- Reino Unido*
- Saara Ocidental (território reivindicado pelo Marrocos)

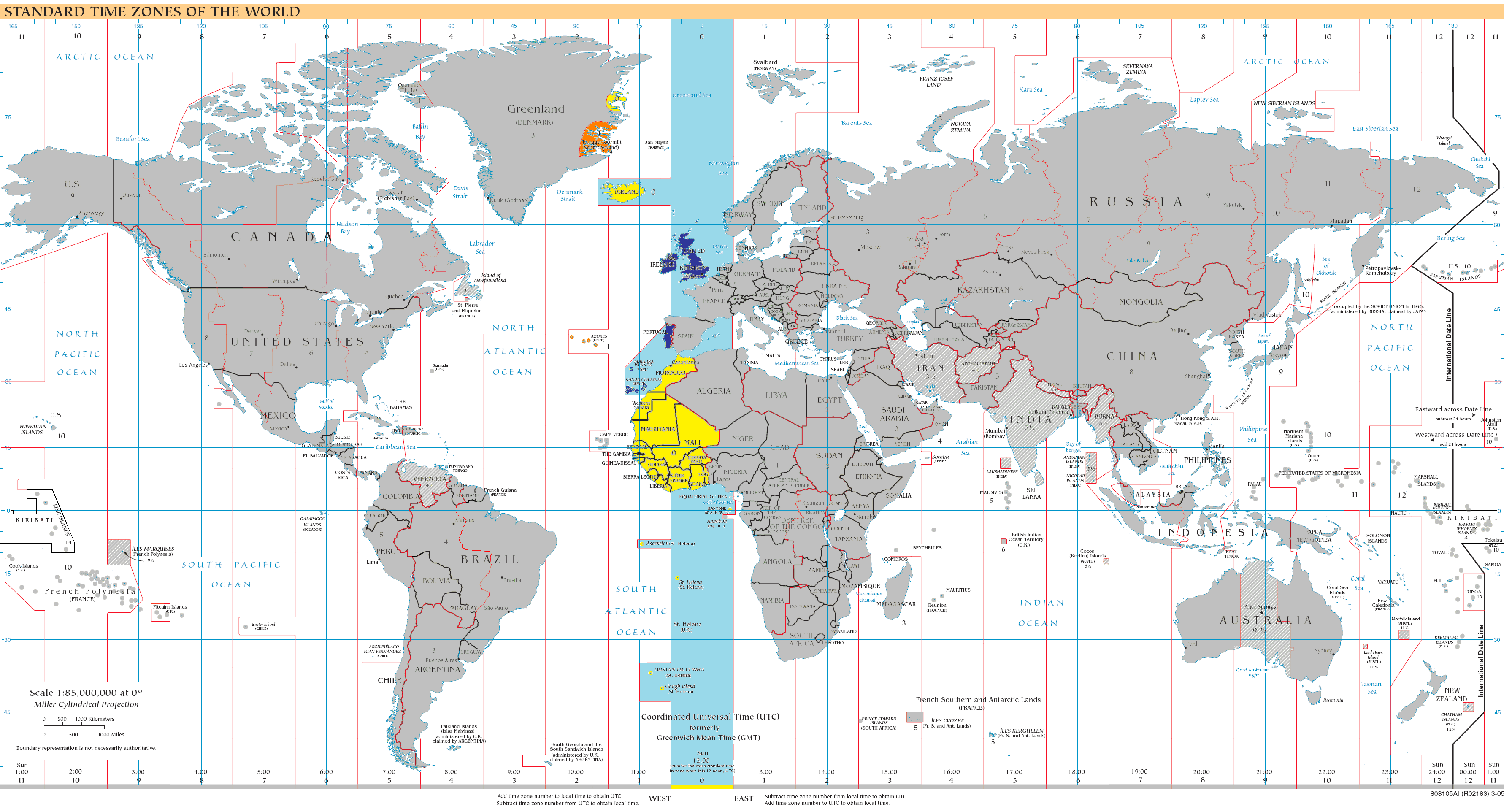
Mapa do fuso horário UTC±00:00 em 2008. Legenda: Azul escuro (Janeiro), Laranja (Julho), Amarelo (durante todo o ano), Azul claro - Áreas oceânicas.

- Santa Helena, Ascensão e Tristão da Cunha
- São Tomé e Príncipe
- Senegal
- Serra Leoa
- Togo

## Agências e outras entidades
- A Estação Espacial Internacional (O ano todo)
- A Wikipédia (O ano todo)
- Página web do Serviço Geológico dos Estados Unidos - USGS (O ano todo).